# Lepanthes brachypogon
Lepanthes brachypogon är en orkidéart som beskrevs av Carlyle August Luer. Lepanthes brachypogon ingår i släktet Lepanthes och familjen orkidéer.
Artens utbredningsområde är Ecuador. Inga underarter finns listade i Catalogue of Life.